# Punição coletiva
Punição coletiva é a punição aplicada a todo um grupo de pessoas, em razão da conduta de um ou mais indivíduos desse grupo, com base na generalização da culpa (culpa coletiva), ou em razão das ações de um outro grupo, sobre o qual o grupo castigado não tem controle direto. 
Nos termos da Convenção de Genebra de 1949, relativa à proteção de civis em tempo de guerra, punições coletivas são consideradas como crime de guerra. Os redatores da Convenção entendem como punições coletivas, por exemplo, as matanças em represália a atividades de movimentos de resistência à potência ocupante. Historicamente, potências ocupantes têm recorrido a punições coletivas para promover retaliações ou para prevenir os ataques de movimentos de resistência contra suas forças. Assim, cidades ou vilas foram destruídas, em represália a ações de resistência ou a título de "ataques preventivos", visando inibir futuros atos de resistência. Historicamente, vilas inteiras, pequenas cidades ou distritos foram responsabilizados e castigados por qualquer atividade de resistência que acontecesse no lugar. 
Punições coletivas constituem-se, portanto, em violação das leis de guerra e das Convenções de Genebra. 
Para se contrapor a isto, as convenções reiteraram o princípio da responsabilidade individual. 
O artigo 33 da Quarta Convenção de Genebra de 12 de agosto de 1949 estabelece que:
- Nenhuma pessoa protegida pode ser punida por uma ofensa que pessoalmente não tenha cometido. Punições coletivas, assim como todas as medidas de intimidação  ou terrorismo são proibidas.
- Pilhagem é proibida.
- Represálias contra pessoas protegidas e suas propriedades são proibidas.

O comentário do Comitê Internacional da Cruz Vermelha (ICRC) às convenções estabelece que as partes em conflito frequentemente usam "medidas intimidatórias para aterrorizar a população" visando prevenir a ocorrência de atos hostis. Tais práticas, porém, "atingem inocentes e culpados da mesma forma" e são opostas a todos os princípios baseados em humanidade e justiça".
O Protocolo Adicional II de 1977 proíbe explicitamente a punição coletiva. Porém, como poucos estados o ratificaram, o Artigo 33 da Convenção é citado com maior frequência.